# EBird
eBird és una base de dades en línia d'observacions d'ocells que ofereix als científics, investigadors i naturalistes amateurs dades en temps real sobre la distribució i l'abundància d'aus. Originalment restringit als albiraments de l'hemisferi occidental, el projecte es va expandir per incloure Nova Zelanda el 2008, i novament es va expandir per cobrir tot el món el juny de 2010. eBird ha estat descrit com un exemple ambiciós de reclutar aficionats per recollir dades sobre biodiversitat per al seu ús científic.
eBird és un exemple de proveïment participatiu, i ha estat aclamat com un exemple de democratització del coneixement, tractant els ciutadans com a científics, permetent al públic accedir i utilitzar les seves pròpies dades i les dades col·lectives generades per altres.

## Història i finalitat
Llançat l'any 2002 pel Laboratori Cornell d'Ornitologia de la Universitat de Cornell i la National Audubon Society, eBird recopila dades bàsiques sobre l'abundància i la distribució dels ocells en una varietat d'escales espacials i temporals. Es va inspirar principalment en la base de dades ÉPOQ, creada per Jacques Larivée el 1975. El juny de 2018, hi havia més de 500 milions d'observacions d'ocells registrades a través d'aquesta base de dades global. En els darrers anys, s'han registrat més de 100 milions d'observacions d'ocells cada any.
L'objectiu d'eBird és maximitzar la utilitat i l'accessibilitat del gran nombre d'observacions d'ocells realitzades cada any pels observadors d'ocells amateurs i professionals. Les observacions de cada participant s'uneixen a les dels altres en una xarxa internacional. A causa de la variabilitat en les observacions que fan els voluntaris, s'empren recursos d'intel·ligència artificial per tal de filtrar-les a través de les dades històriques recopilades, tot millorant-ne la precisió. Aleshores, les dades estan disponibles mitjançant consultes a Internet en diversos formats.

### Ús de la informació de la base de dades
La base de dades eBird ha estat utilitzada pels científics per determinar la connexió entre les migracions d'ocells i els monsons a l'Índia validant el coneixement tradicional. També s'ha utilitzat per registrar els canvis de distribució dels ocells a causa de l'escalfament global i ajudar a definir les rutes de migració. Un estudi va trobar que les llistes eBird eren precises per determinar les tendències i la distribució de la població si hi havia 10.000 llistes de verificació per a una àrea determinada.

## Característiques
eBird documenta la presència o absència d'espècies, així com l'abundància d'ocells a través de les dades de la llista de verificació. Una interfície web permet als participants enviar les seves observacions o veure els resultats mitjançant consultes interactives de la base de dades. Les eines d'Internet mantenen registres personals d'aus i permeten als usuaris visualitzar dades amb mapes interactius, gràfics i gràfics de barres. A partir del 2020, eBird admet noms comuns per als ocells en 78 idiomes, inclòs el català, l'asturià, l'esukera i el gallec.
eBird és un servei gratuït. Les dades s'emmagatzemen en una instal·lació segura i s'arxiven diàriament, i són accessibles per a qualsevol a través del lloc web eBird i d'altres aplicacions desenvolupades per la comunitat global informàtics per la biodiversitat. Per exemple, les dades d'eBird formen part de l'Avian Knowledge Network (AKN), que integra dades d'observacions de les poblacions d'ocells de l'hemisferi occidental i és una font de dades per a la enciclopèdia ornitològica digital Birds of North America. Al seu torn, l'AKN alimenta les dades d'eBird als sistemes internacionals de dades de biodiversitat, com ara el Global Biodiversity Information Facility .

### Quioscs electrònics
A més d'acceptar els registres enviats des dels ordinadors personals i dels dispositius mòbils dels usuaris, eBird ha col·locat quioscos electrònics en llocs privilegiats per a la observació d'aus, inclòs un al centre educatiu del Refugi Nacional de Vida Silvestre JN "Ding" Darling a l'illa de Sanibel a Florida.

### Integració en cotxes
eBird forma part de Starlink al Subaru Ascent 2019, que permet integrar eBird a la pantalla tàctil del cotxe.

## Extensió de la informació
eBird recull informació de tot el món, però la gran majoria de les llistes de verificació s'envien des d'Amèrica del Nord.
| Ubicació               | Nombre de llistes de verificació d'ocells |
| ---------------------- | ----------------------------------------- |
| Món                    | 62.357.945                                |
| Hemisferi occidental   |                                           |
| Hemisferi occidental   | 53.231.565                                |
| Centreamèrica          | 1.220.089                                 |
| Amèrica del nord       | 51.025.525                                |
| Sud Amèrica            | 1.958.404                                 |
| Índies Occidentals     | 346.371                                   |
| Hemisferi oriental     |                                           |
| Hemisferi oriental     | 9.121.007                                 |
| Àfrica                 | 415.273                                   |
| Àsia                   | 3.182.149                                 |
| Austràlia i Territoris | 1.607.559                                 |
| Europa                 | 3.464.456                                 |